# Maître d'Orose
Le Maître d'Orose est un maître anonyme peintre de miniatures anonyme actif entre 1400 et 1420 à Paris. Il doit son nom aux enluminures qu'il a réalisé pour un manuscrit des Histoires anciennes inspirées de Paul Orose, conservé à la Bibliothèque nationale de France (ms. Fr.301).

## Éléments biographiques et stylistiques

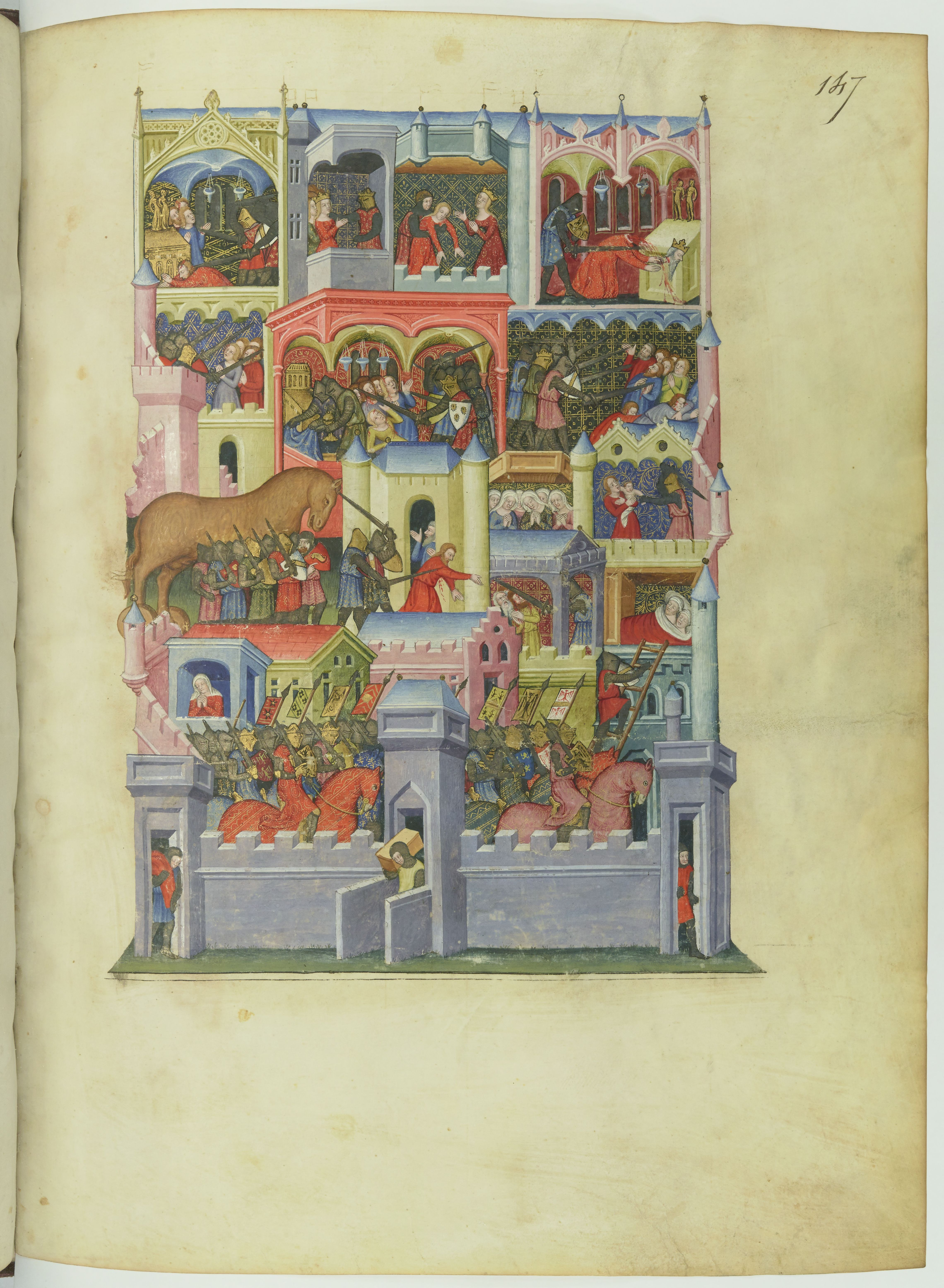
Le Sac de Troie, miniature du Livres des histoires du commencement du monde, BNF.

L'artiste pourrait avoir été actif dès 1395 à Avignon. Il est sans doute installé à Paris vers 1400. Il pourrait avoir des origines de Bohême, d'après son style. Cet artiste se spécialise dans la décoration de manuscrits de textes classiques et d'histoires anciennes. Il s'associe un temps avec le Maître de la Cité des dames. Son style se caractérise par des personnages souvent en semi-grisaille, accentuée par des ombres marquées, contrastant avec des paysages très colorés.

## Manuscrits attribués

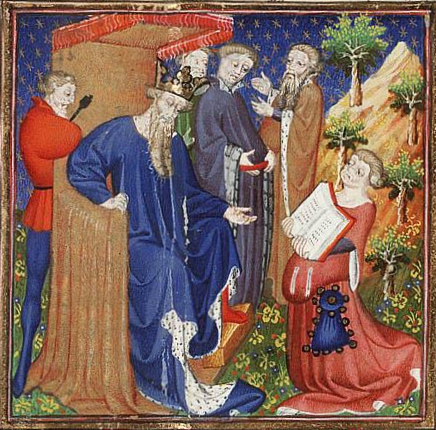
Miniature de dédicace de la traduction de la Cité de Dieu, Bibliothèque royale (Pays-Bas), 72 A 22

C'est l'historien de l'art américain Millard Meiss qui l'identifie et constitue le premier corpus de ses œuvres.
- Miniature de la Crucifixion, découpée d'un missel fabriqué à Avignon pour Benoît XIII, vers 1403-1407, Metropolitan Museum of Art, 28.140[2],[3]
- Livres des histoires du commencement du monde, manuscrit partiellement basé sur L'Histoire contre les païens de Paul Orose, en collaboration avec Perrin Remiet (qui en est l'enlumineur principal), Bibliothèque nationale de France, ms. Fr.301[4]
- De la consolation de la philosophie de Boèce avec un commentaire de Nicholas Trivet, vers 1400, BNF, Lat.9321[5]
- La Thébaïde et l'Achilléide, vers 1400, plusieurs miniatures d'un manuscrit en collaboration avec le Maître de Virgile et le Maître de la Cité des dames, conservé à la British Library, Burney 257
- Histoires romaines, vers 1405, traduction de Tite-Live par Pierre Bersuire, Bibliothèque de Genève, ms.fr.77
- La Cité de Dieu d'Augustin d'Hippone, 1408-1410, Philadelphie, Philadelphia Museum of Art, ms. 1945.65.1[6]
- Comédies de Térence, offert par Martin Gouges à Jean Ier de Berry en 1408, réalisé vers 1407 en collaboration avec le Maitre de Flavius Josèphe, BNF, Lat.7907A[7]
- La Cité de Dieu, vers 1410, traduction par Raoul de Presles, Bibliothèque royale (Pays-Bas), 72 A 22[8]
- Le Térence des ducs, vers 1411, miniatures de la pièce La Belle mère, manuscrit en collaboration avec le Maître de Luçon, le Maître de la Cité des dames et le Maître des Adelphes, Bibliothèque de l'Arsenal, Ms.664
- Bréviaire de Louis de Guyenne, vers 1413, miniatures réalisées en collaboration avec le Maître de Boucicaut et le Maître de Bedford, Châteauroux, Médiathèque municipale Équinoxe[9]